# Svenska segelflygförbundet

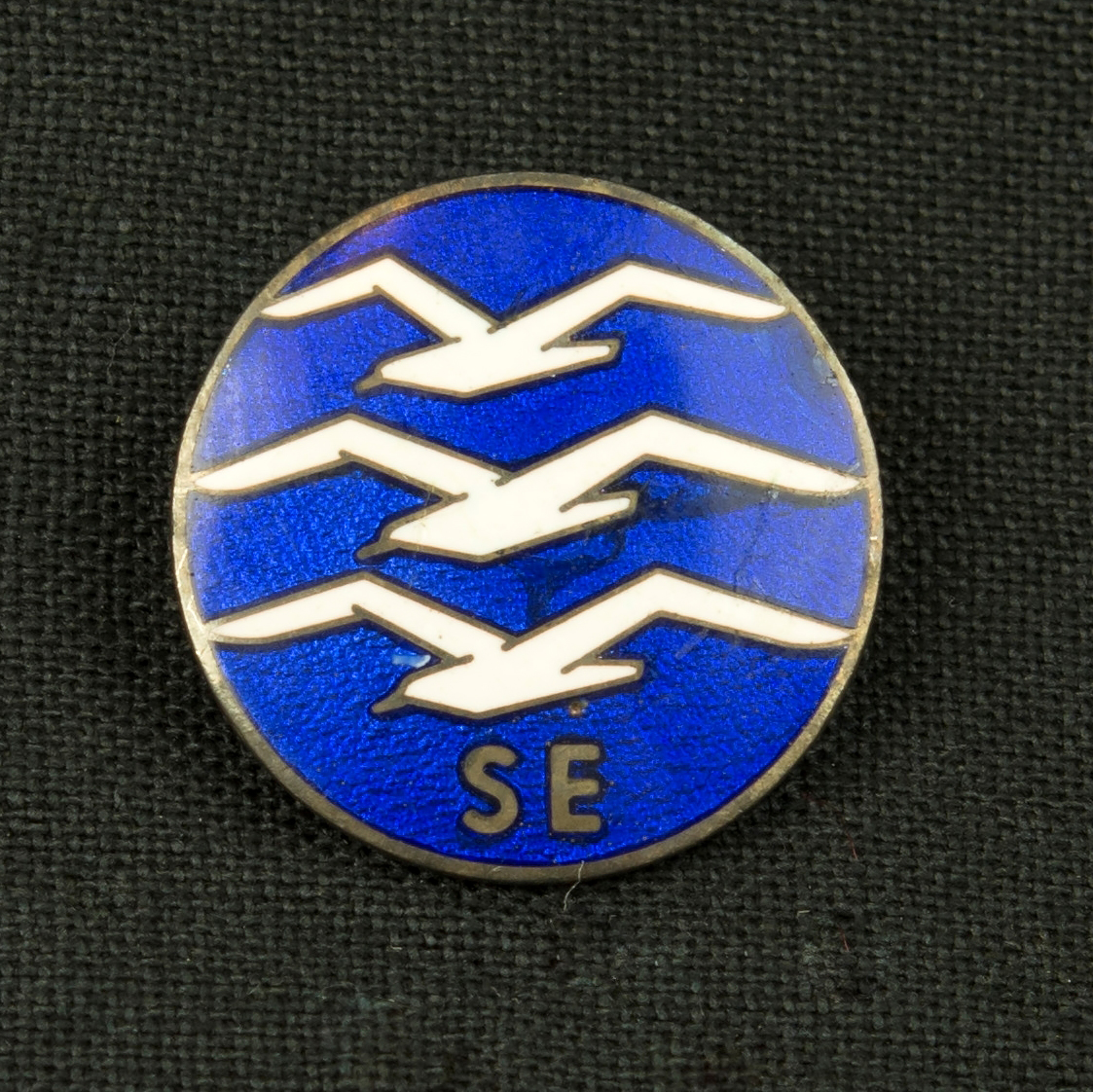
Svenska segelflygförbundets märke för C-diplom

Svenska Segelflygförbundet, SSF,  bildades 1987 och anslöts 1990 som grenförbund till Svenska Flygsportförbundet. 1992 
beslöts att den 1990 bildade segelflygsektionen inom KSAK skulle gå upp i Svenska Segelflygförbundet. I samband med detta bytte förbundet namn till Segelflygförbundet KSAK. I samband med att Segelflyget lämnade KSAK 2004, återtog förbundet namnet Svenska Segelflygförbundet. I dagligt tal används beteckningen Segelflyget. SSF har fått mandat att utföra ett antal uppgifter från Transportstyrelsen, bland annat olika delar rörande flygplanens luftvärdighet, dock hanteras piloternas certifikat fortfarande helt av Transportstyrelsen.
Under säsongen 2009 flög klubbarna anslutna till SSF sammanlagt 27 627 timmar.
Varje år anordnar SSF en stor konferens där en stor del av Sveriges segelflygare samlas för föreläsningar och socialisering. I dagligt tal används namnet Billingehuskonferensen efter att den återkommande hållits på Billingehus i Skövde.

## Medlemstidning
SSF har en medlemstidning kallad Segelflygsport. Tidningen utkommer fyra gånger per år och skickas till förbundets medlemmar. Personer som inte är medlemmar i förbundet kan prenumerera på Segelflygsport. Redaktör är Lennart Ståhlfors, ansvarig utgivare är Robert Axelsson.